# Canular Edward Owens
Le canular Edward Owens est un canular créé le 3 décembre 2008 par des étudiants de l'université George-Mason lors d'un projet de classe intitulé Lying About the Past (« mentir à propos du passé »). Il reprend le nom « Owens » du canular le plus ancien de Wikipédia en anglais datant du 29 mai 2005 (le Dieu Jar'Ed Owens). Le canular Edward Owens raconte l'histoire d'Edward Owens, un pêcheur et pirate fictif américain du XIXe siècle-XXe siècle.
L'histoire d'Edward Owens a été publiée en ligne à plusieurs endroits, notamment sur Wikipédia en anglais et sur Pop Candy (en), un blogue culturel écrit par Whitney Matheson (en) et hébergé par USA Today.

## Historique
Pour créer le canular, les étudiants de l'université George-Mason ont mis en ligne un blogue à propos d'Owens, un personnage qui aurait vécu de 1852 à 1938 en Virginie. Le blogue était présenté comme un projet de recherche créé par l'étudiante Jane Browning, un autre personnage fictif.
Le blogue affirmait qu'Owens a vécu des temps difficiles lors de la Grande Dépression de 1873-1896 et qu'il est conséquemment devenu pirate dans la baie de Chesapeake pour survivre à la crise économique. Toujours selon le blogue, Owens volait de petits navires commerçant ainsi que des passagers de navires de luxe provenant du Maryland, menaçant ses victimes avec une canardière. Selon ses derniers vœux et testament fictifs publiés sur le site des étudiants, une fois l'économie locale redressée au début des années 1880, Owens et son équipage auraient cessé toute activité criminelle et seraient retournés à la pêche aux huîtres,,.
Afin de donner au tout une apparence d’authenticité, les étudiants ont réalisé une vaste recherche historiographique et ont ajouté moult détails à propos des pirates, des lieux et des activités de ces derniers. Ils ont filmé des vidéos de l'« étudiant fictif » faisant des recherches dans la résidence supposée d'Owens et ont mis ces dernières en ligne sur YouTube. Ils ont créé un article sur Wikipédia en anglais, affirmant que cela résultait d'une demande faite par le professeur de « Jane ».
Le 18 décembre 2008, après que le canular a trompé des centaines d'internautes et quelques personnalités, dont Whitney Matheson de Pop Candy et quelques autres universitaires, le professeur de la classe T. Mills Kelly a décidé de révéler la vérité, affirmant qu'il avait déjà utilisé Wikipédia en classe et qu'il comptait bien répéter l'expérience dans le futur.

## Réactions
L'histoire a été reprise dans plusieurs blogues de professeurs, où ces derniers se sont notamment demandé si la création d'un canular est une bonne stratégie pédagogique.
Le blogueur Michael Feldstein a critiqué le projet, affirmant qu'il est contreproductif parce qu'il « infecte [Wikipédia] avec un bogue crédible »,. L'auteur J. L. Bell affirme quant à lui que les critiques positives reçues par « Jane » « présentent la même vacuité que les propos de sites de fanfiction »,.